# Grangermont
Grangermont est une commune française, située dans le département du Loiret en région Centre-Val de Loire.

## Géographie

### Localisation

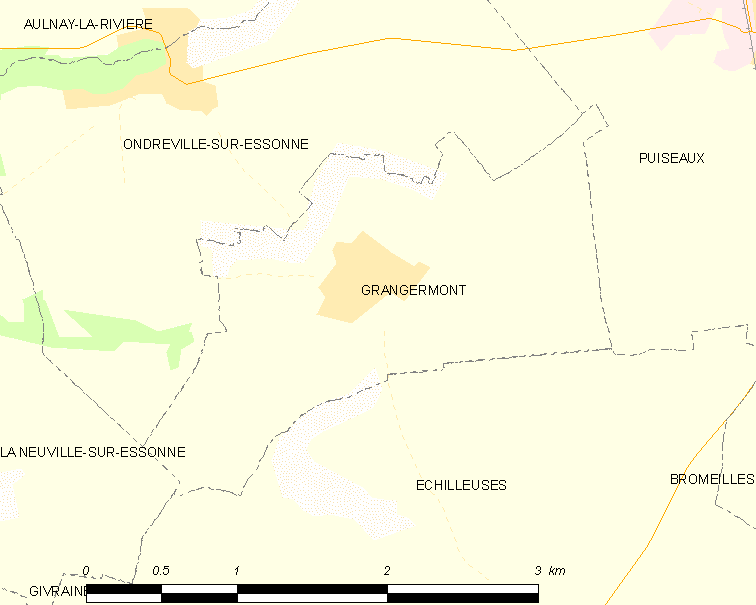
Carte de la commune de Grangermont et des communes limitrophes.

La commune de Grangermont se trouve dans le quadrant nord du département du Loiret, dans la région agricole du Gâtinais riche.  À vol d'oiseau, elle se situe à 49,9 km  d'Orléans, préfecture du département, à 12,7 km de Pithiviers, sous-préfecture, et à 3,9 km de Puiseaux, ancien chef-lieu du canton dont dépendait la commune avant mars 2015. La commune fait partie du bassin de vie de Puiseaux.
Les communes les plus proches sont : Ondreville-sur-Essonne (1,7 km), Échilleuses (3,1 km), Aulnay-la-Rivière (3,5 km), La Neuville-sur-Essonne (3,7 km), Puiseaux (3,9 km), Briarres-sur-Essonne (4,2 km), Boësses (4,6 km), Dimancheville (5,1 km), Bromeilles (5,3 km) et Orville (5,9 km).

### Géologie et relief

#### Géologie
La commune se situe dans le sud du Bassin parisien, le plus grand des trois bassins sédimentaires français. Cette vaste dépression, occupée dans le passé par des mers peu profondes et des lacs, a été comblée, au fur et à mesure que son socle s’affaissait, par des sables et des argiles, issus de l’érosion des reliefs alentours, ainsi que des calcaires d’origine biologique, formant ainsi une succession de couches géologiques.
Les couches affleurantes sur le territoire communal sont constituées de formations superficielles du Quaternaire et de roches sédimentaires datant du Cénozoïque, l'ère géologique la plus récente sur l'échelle des temps géologiques, débutant il y a 66 millions d'années. La formation la plus ancienne est du calcaire d'Étampes remontant à l’époque Oligocène de la période Paléogène. La formation la plus récente est des colluvions marneuses de versant remontant à l’époque Pléistocène de la période Quaternaire. Le descriptif de ces couches est détaillé dans  la feuille « n°328 - Pithiviers » de la carte géologique au 1/50 000ème du département du Loiret, et sa notice associée.

Carte géologique de la commune.

|  | qCM : | colluvions marneuses de versant, Quaternaires |
|  | qOE : | Limons et Loess, Quaternaire                  |

|  | m1CPi : | calcaire de Pithiviers, Aquitanien |
|  | m1MGa : | molasse du Gâtinais, Aquitanien    |

|  | g1CEt : | calcaire d'Étampes, Stampien supérieur |

#### Relief
La superficie cadastrale de la commune publiée par l’Insee, qui sert de références dans toutes les statistiques, est de 3,93 km2,. La superficie géographique, issue de la BD Topo, composante du Référentiel à grande échelle produit par l'IGN, est quant à elle de 3,97 km2. Son relief est relativement plat puisque la dénivelée maximale atteint 37 mètres. L'altitude du territoire varie entre 91 m et 128 m.

### Climat
Pour des articles plus généraux, voir Climat du Centre-Val de Loire et Climat du Loiret.
En 2010, le climat de la commune est de type climat océanique dégradé des plaines du Centre et du Nord, selon une étude du CNRS s'appuyant sur une série de données couvrant la période 1971-2000. En 2020, Météo-France publie une typologie des climats de la France métropolitaine dans laquelle la commune est exposée à un climat océanique altéré et est dans la région climatique Sud-ouest du bassin Parisien, caractérisée par une faible pluviométrie, notamment au printemps (120 à 150 mm) et un hiver froid (3,5 °C).
Pour la période 1971-2000, la température annuelle moyenne est de 10,8 °C, avec une amplitude thermique annuelle de 15,4 °C. Le cumul annuel moyen de précipitations est de 674 mm, avec 10,3 jours de précipitations en janvier et 7,2 jours en juillet. Pour la période 1991-2020, la température moyenne annuelle observée sur la station météorologique de Météo-France la plus proche, sur la commune de Boigneville à 17 km à vol d'oiseau, est de 11,5 °C et le cumul annuel moyen de précipitations est de 615,6 mm,. Pour l'avenir, les paramètres climatiques de la commune estimés pour 2050 selon différents scénarios d'émission de gaz à effet de serre sont consultables sur un site dédié publié par Météo-France en novembre 2022.

### Milieux naturels et biodiversité

#### Zones nationales d'intérêt écologique, faunistique et floristique

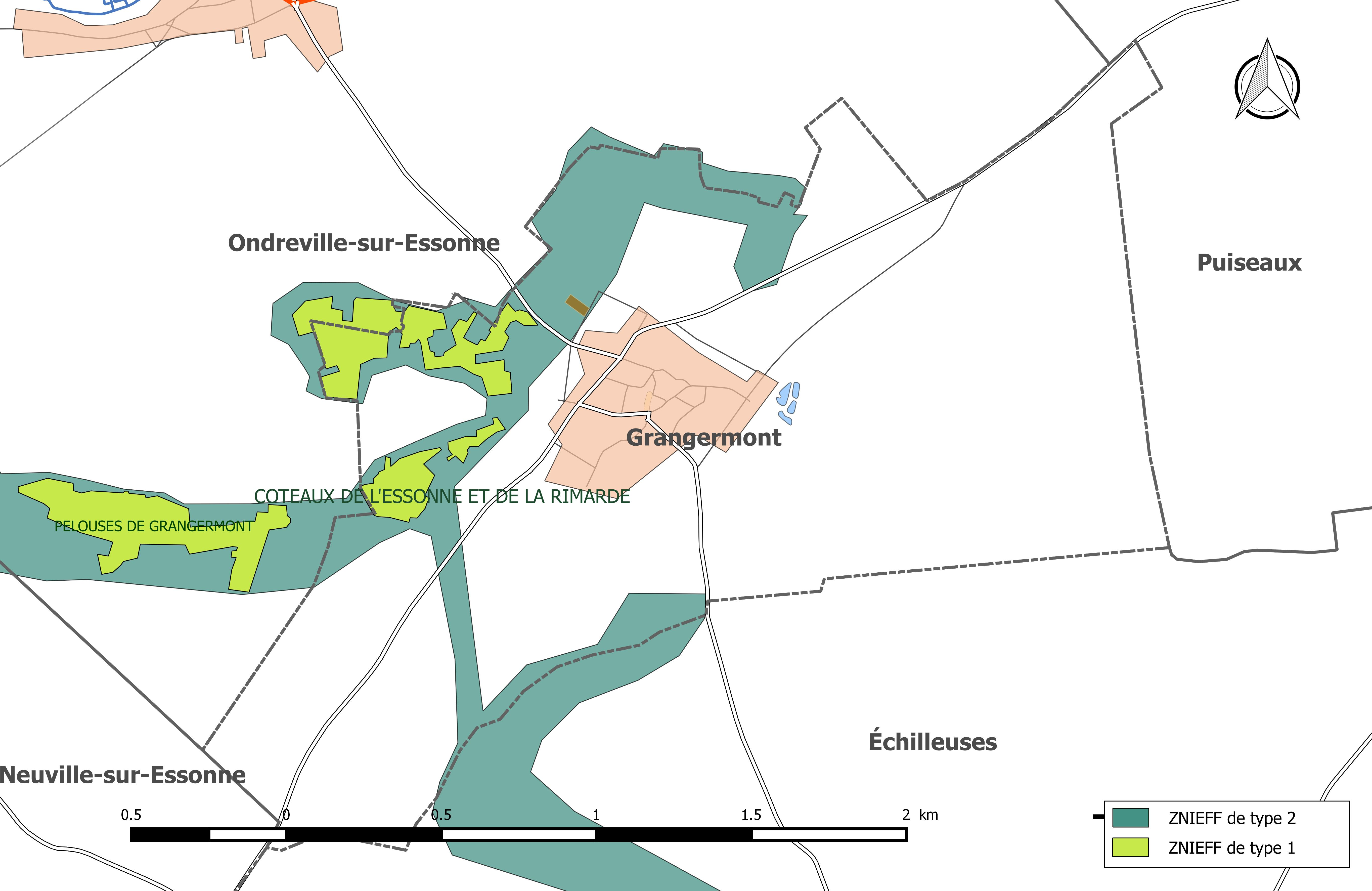
Carte des ZNIEFF de la commune et de ses abords.

L’inventaire des zones naturelles d'intérêt écologique, faunistique et floristique (ZNIEFF) a pour objectif de réaliser une couverture des zones les plus intéressantes sur le plan écologique, essentiellement dans la perspective d’améliorer la connaissance du patrimoine naturel national et de fournir aux différents décideurs un outil d’aide à la prise en compte de l’environnement dans l’aménagement du territoire. Le territoire communal de Grangermont comprend deux ZNIEFF.
La ZNIEFF, de deuxième génération et de type 2, dénommée « Coteaux de l'Essonne et de la Rimarde », d'une superficie de 1 812 hectares, s'étend sur 17 communes, dont Grangermont est située sur la frange nord-ouest de la ZNIEFF correspondant à la partie est de la commune. Son altitude varie entre 90 et 140 m. Les coteaux de l'Essonne et de la Rimarde sont un des espaces les plus intéressants du Loiret sur le plan biologique et écologique et géologique, tant pour les habitats naturels et les espèces d'intérêt patrimonial qu'ils abritent que pour le rôle fonctionnel qu'ils jouent. Les éléments singuliers et typiques de la flore sont notamment l'aster amelle (station très localisée), le carex de Haller, le lin de Léon, la violette des rochers ou encore le petit pigamon.

Sélection de représentants de la flore de la ZNIEFF « Coteaux de l'Essonne et de la Rimarde ».
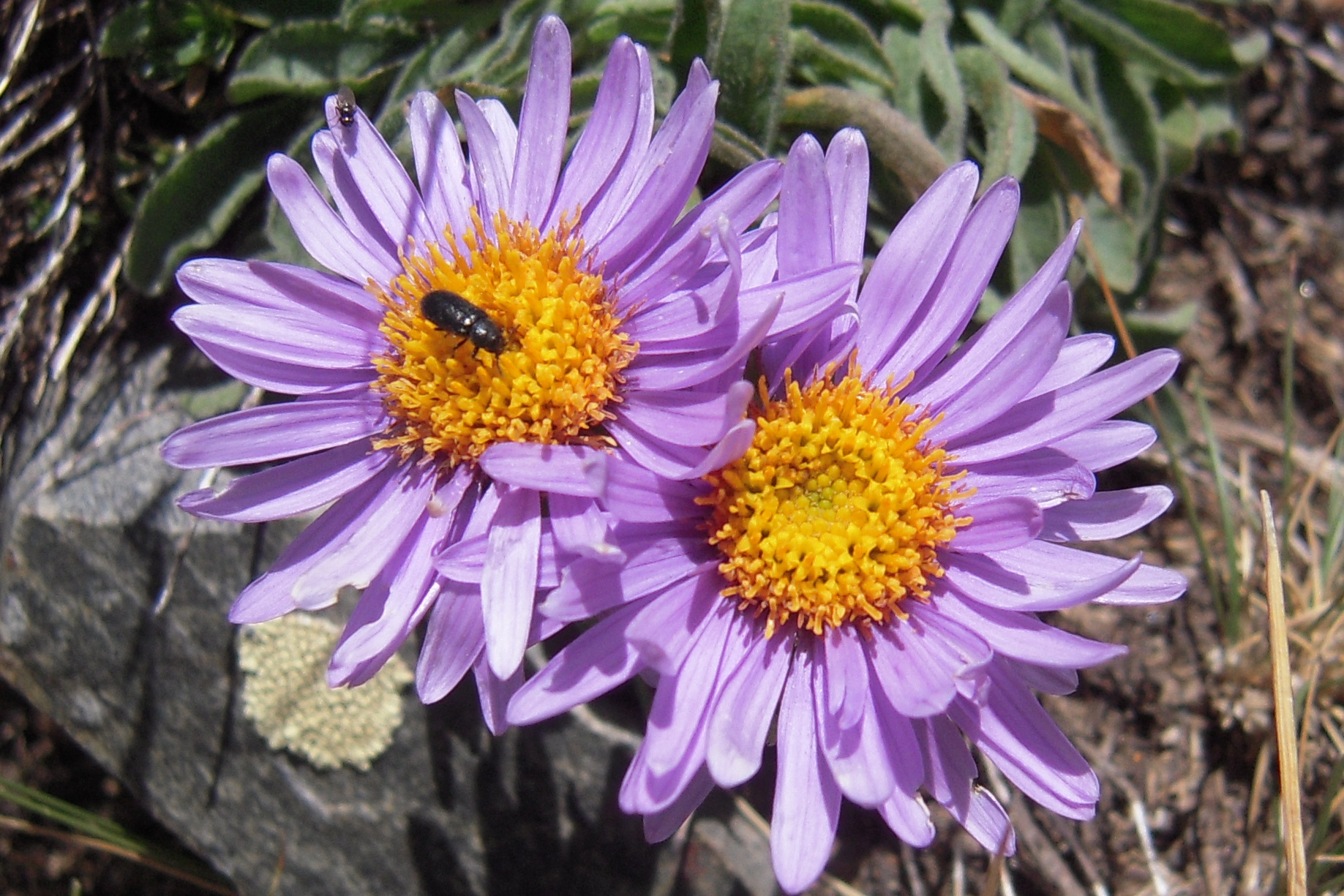
Aster amelle
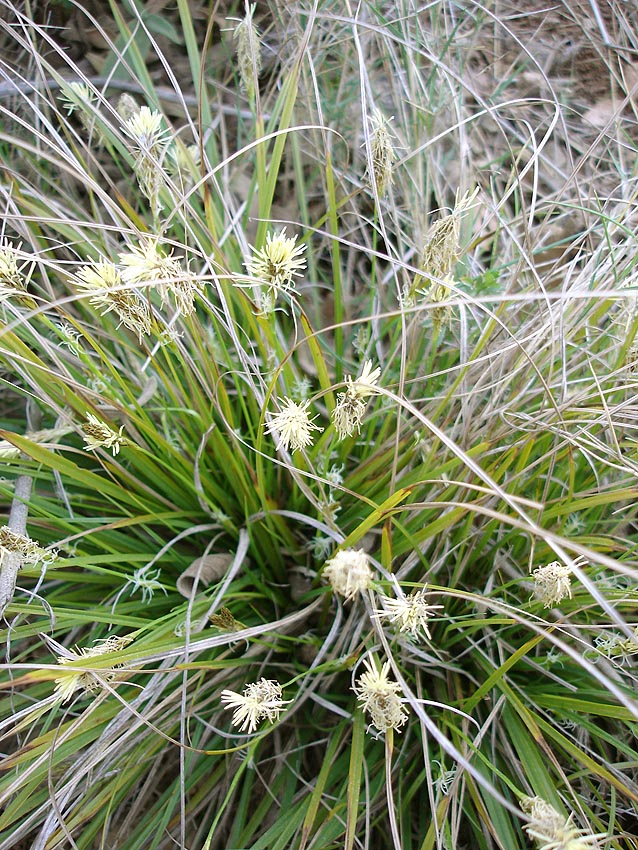
carex de Haller
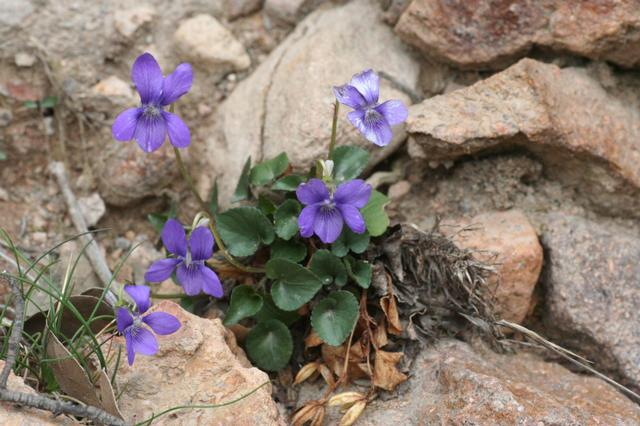
Violette des rochers
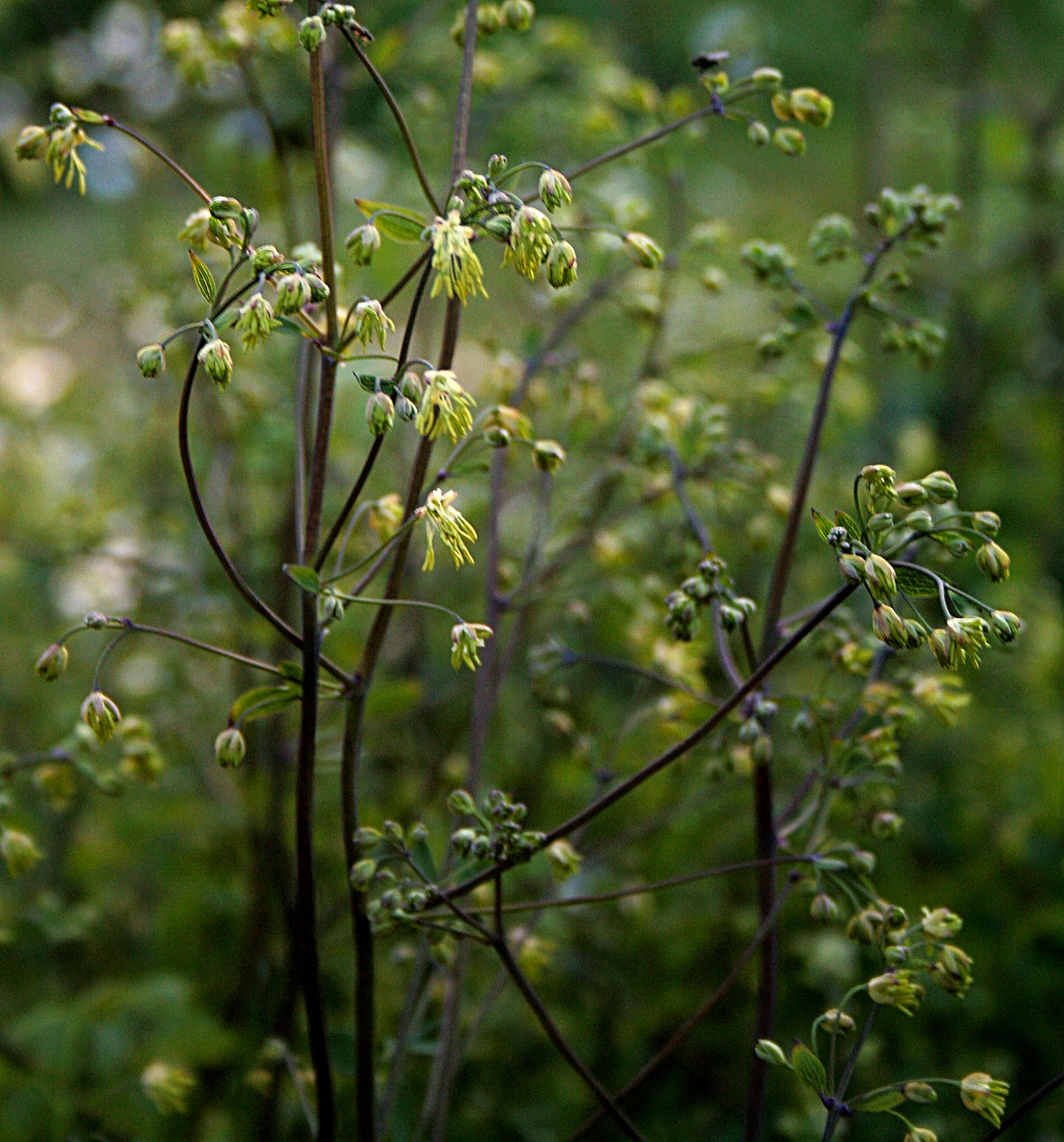
Petit pigamon

#### Zone Natura 2000
La commune de Grangermont est intégrée depuis 2004 au réseau Natura 2000. Le site « Vallée de l'Essonne et vallons voisins », qui concerne 19 communes du Loiret, est en effet déclaré site d'importance communautaire (SIC) au titre de la directive directive habitats (92/43/CEE) le 7 décembre 2004 puis zone spéciale de conservation (ZSC) le 29 novembre 2011,.
Le site, très éclaté, se compose d’une multitude d’îlots plus ou moins isolés, qui se répartissent sur une  surface de plus de 60 000 hectares, entre la vallée de la Juine à l’ouest et la vallée de l’Essonne à  l’est, dans la petite région naturelle du Pithiverais. Le site lui-même ne couvre qu’une surface de 969 hectares. Il s’agit d’un ensemble formé par les coteaux et les vallées qui constituent l’entité la plus étendue et la plus remarquable du Loiret au titre de la flore calcicole. On recense plusieurs espèces végétales en limite de leur aire de répartition (cardoncelle douce, baguenaudier). Les fonds de vallée de la ZSC renferment plusieurs vastes mégaphorbiaies et stations marécageuses. Outre les espèces thermophiles des pelouses, sont intégrées au site des espèces est-européennes également en limite d’aire de répartition comme l’inule hérissée et les pétasites. De manière complémentaire dans l’intérêt floristique, un très important cortège mycologiques, lichenique et entomologique a été identifié.
Selon le FSD (Formulaire Standard des Données), le site Natura 2000 est occupé par une diversité d’habitats inscrits a l’annexe 1, dont on retiendra tout particulièrement les pelouses sèches seminaturelles  et faciès d’embroussaillement sur calcaire. La présence de populations d'espèces d'insectes inscrites à l’annexe II de la directive 92/43/CEE comme le lucane cerf-volant (Lucanus cervus) ou l'écaille chinée (Euplagia quadripunctaria) et de poissons comme le chabot commun (Cottus gobio), la bouvière (Rhodeus amarus ) ou la lamproie de Planer (Lampetra planeri) caractérisent le site.
Le secteur de Grangermont comprend plusieurs noyaux du site Natura 2000 constitués de pelouses sèches sur calcaire,.

## Toponymie
Le nom du village est d'origine franque et signifie « la grange appartenant à Hermand ».

## Histoire
Le village était régi par la coutume de Lorris et relevait du bailliage de Yèvre-le-Châtel.
Le surnom des habitants de Grangermont était les Godets qui, au début du siècle dernier, se battaient contre les Grenouillats, habitants d'Ondreville-sur-Essonne, la commune voisine.

## Urbanisme

### Typologie
Au 1er janvier 2024, Grangermont est catégorisée commune rurale à habitat dispersé, selon la nouvelle grille communale de densité à sept niveaux définie par l'Insee en 2022.
Elle est située hors unité urbaine et hors attraction des villes,.

### Occupation des sols
L'occupation des sols de la commune, telle qu'elle ressort de la base de données européenne d’occupation biophysique des sols Corine Land Cover (CLC), est marquée par l'importance des territoires agricoles (92,8 % en 2018), en diminution par rapport à 1990 (93,7 %). La répartition détaillée en 2018 est la suivante : 
terres arables (84,7 %), zones agricoles hétérogènes (8,1 %), zones urbanisées (7,2 %).
L'évolution de l’occupation des sols de la commune et de ses infrastructures peut être observée sur les différentes représentations cartographiques du territoire : la carte de Cassini (XVIIIe siècle), la carte d'état-major (1820-1866) et les cartes ou photos aériennes de l'IGN pour la période actuelle (1950 à aujourd'hui).

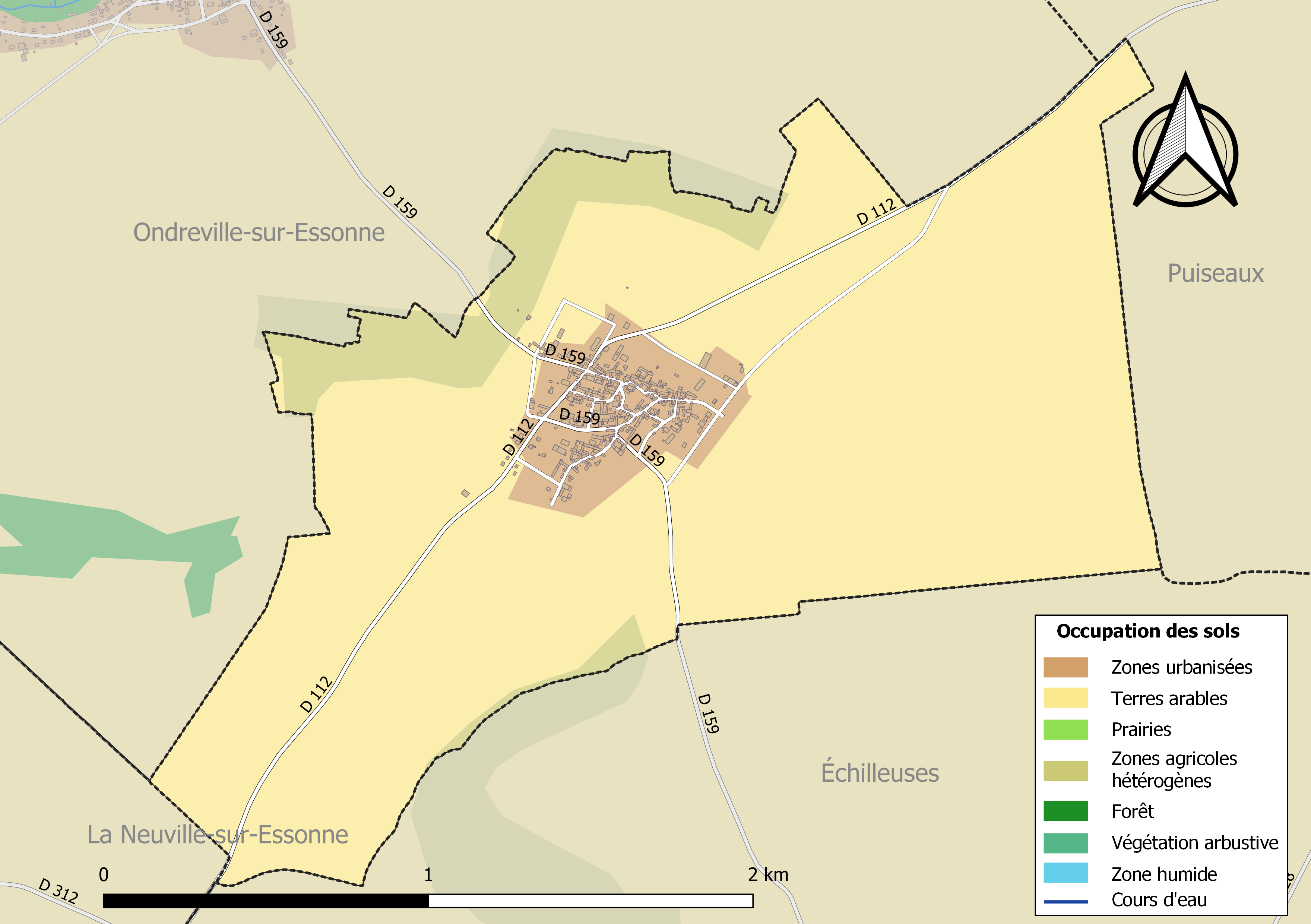
Carte des infrastructures et de l'occupation des sols de la commune en 2018 (CLC).
Carte orthophotographique de la commune en 2016.

### Voies de communication et transports

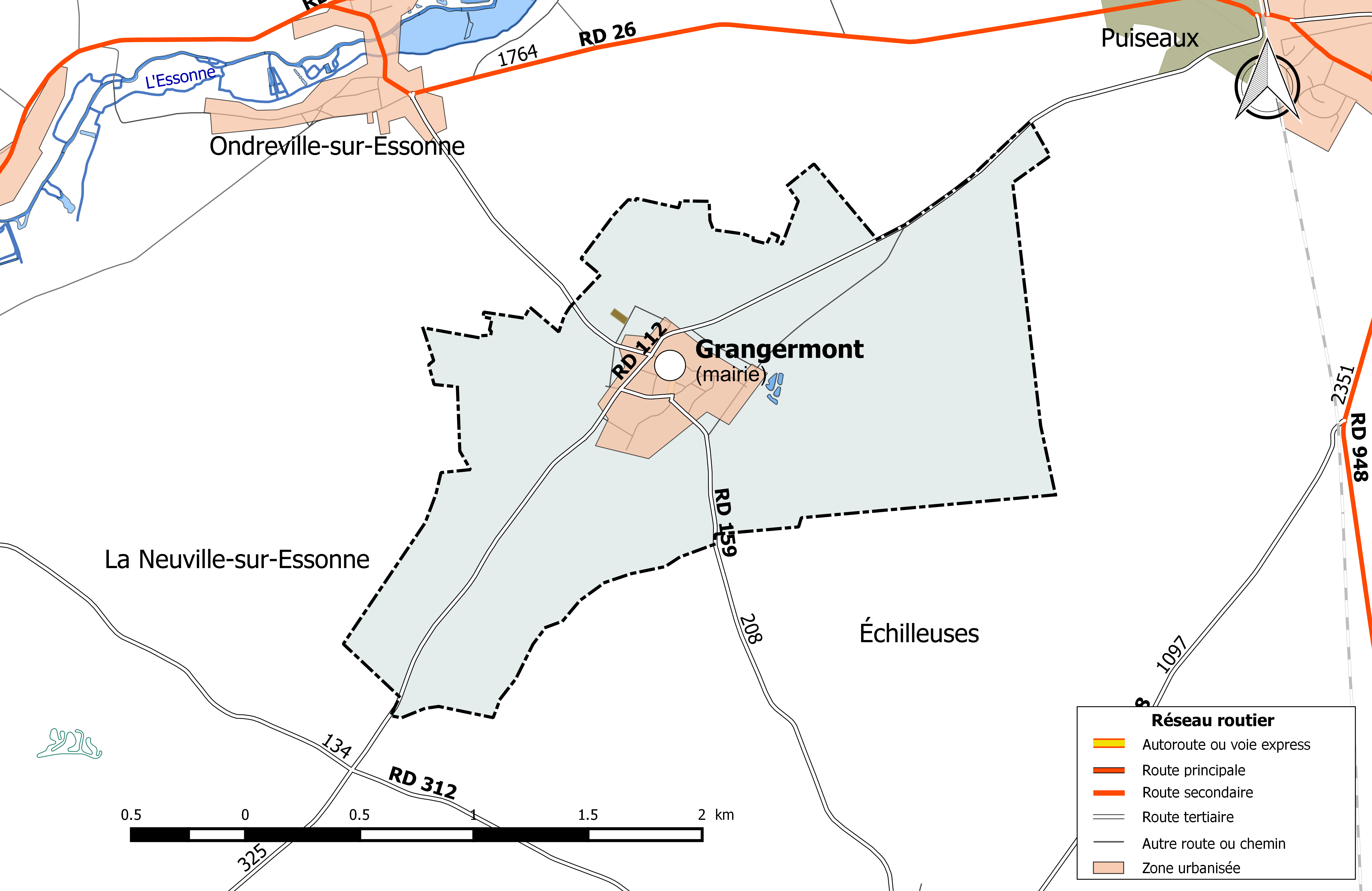
Réseau routier principal de la commune de Grangermont (avec indication du trafic routier 2014).

### Risques naturels et technologiques
La commune de Grangermont est vulnérable à différents aléas naturels : climatiques (hiver exceptionnel ou canicule), mouvements de terrains ou sismique (sismicité très faible). Elle est également exposée à un risque technologique : le risque de transport de matières dangereuses
. 
Entre 1989 et 2019, deux arrêtés ministériels ayant porté reconnaissance de catastrophe naturelle ont été pris pour le territoire de la commune  pour des inondations et coulées de boues.

#### Risques naturels
Le territoire de la commune peut être concerné par un risque d'effondrement de cavités souterraines non connues. Une cartographie départementale de l'inventaire des cavités souterraines et des désordres de surface a été réalisée. Il a été recensé sur la commune plusieurs effondrements de cavités.
Par ailleurs le sol du territoire communal peut faire l'objet de mouvements de terrain liés à la sécheresse. Le phénomène de retrait-gonflement des argiles est la conséquence d'un changement d'humidité des sols argileux. Les argiles sont capables de fixer l'eau disponible mais aussi de la perdre en se rétractant en cas de sécheresse. Ce phénomène peut provoquer des dégâts très importants sur les constructions (fissures, déformations des ouvertures) pouvant rendre inhabitables certains locaux. Celui-ci a particulièrement affecté le Loiret après la canicule de l'été 2003. Une  partie du territoire de la commune est soumise à un aléa « moyen » face à ce risque, selon l'échelle définie par le Bureau de recherches géologiques et minières (BRGM).
Depuis le 22 octobre 2010, la France dispose d’un nouveau zonage sismique divisant le territoire national en cinq zones de sismicité croissante. La commune, à l’instar de l’ensemble du département,  est concernée par un risque très faible.

#### Risques technologiques
La commune est exposée au risque de transport de matières dangereuses, en raison du passage sur son territoire d'un gazoduc,,.

## Équipements et services

### Environnement

#### Gestion des déchets
En  2016, la commune est membre du SITOMAP de la région Pithiviers, créé en 1968. Celui-ci assure la collecte et le traitement des ordures ménagères résiduelles, des emballages ménagers recyclables  et des encombrants en porte à porte et du verre en points d’apport volontaire. Un réseau de huit déchèteries accueille les encombrants et autres déchets spécifiques (déchets verts, déchets dangereux, gravats, ferraille, cartons…). La déchèterie la plus proche de la commune est située sur la commune de Puiseaux. L'élimination et la valorisation énergétique des déchets ménagers et de ceux issus de la collecte sélective sont effectuées dans l'outil de traitement appelé BEGEVAL, installé à Pithiviers et géré par le syndicat de traitement Beauce Gâtinais Valorisation (BGV) qui regroupe le territoire des trois syndicats de collecte : SMETOM, SITOMAP et SIRTOMRA. Cet outil est composé d’un centre de valorisation matière qui trie les emballages issus de la collecte sélective, les journaux-magazines et les cartons de déchèteries, et d’un centre de valorisation énergétique qui incinère les ordures ménagères résiduelles et le tout-venant incinérable des déchèteries ainsi que les refus du centre de tri.
Depuis le 1er janvier 2017, la « gestion des déchets ménagers » ne fait plus partie des compétences de la commune mais est une compétence obligatoire de la communauté de communes du Pithiverais-Gâtinais en application de la loi NOTRe du 7 août 2015.

#### Production et distribution d'eau
Le service public d’eau potable est une compétence obligatoire des communes depuis l’adoption de la loi du 30 décembre 2006 sur l’eau et les milieux aquatiques. Au 31 décembre 2016, la production et la distribution de l'eau potable sur le territoire communal sont assurées par le syndicat intercommunal d'alimentation en eau potable de Boësse - Echilleuses - Grangermont, un syndicat créé en 1922,,.
La loi NOTRe du 7 août 2015 prévoit que le transfert des compétences « eau et assainissement » vers les communautés de communes sera obligatoire à compter du 1er janvier 2020. Le transfert d’une compétence entraîne  de  facto la mise à disposition gratuite de plein droit des biens, équipements et services publics utilisés, à la date du transfert, pour l'exercice de ces compétences et la substitution de la communauté dans les droits et obligations des communes,.

#### Assainissement
La compétence assainissement, qui recouvre obligatoirement la collecte, le transport et l’épuration des eaux usées, l’élimination des boues produites, ainsi que le contrôle des raccordements aux réseaux publics de collecte, est assurée  par la commune elle-même.
La commune est raccordée à une station d'épuration située sur le territoire communal, mise en service le 1er janvier 1999 et dont la capacité nominale de traitement est de  250 EH, soit 38 m3/jour. Cet équipement utilise un procédé d'épuration de type lagunage naturel,.
L’assainissement non collectif (ANC) désigne les installations individuelles de traitement des eaux domestiques qui ne sont pas desservies par un réseau public de collecte des eaux usées et qui doivent en conséquence traiter elles-mêmes leurs eaux usées avant de les rejeter dans le milieu naturel. Depuis le 1er janvier 2017, la communauté de communes du Pithiverais-Gâtinais, issue de la fusion de la communauté de communes du Beaunois, de la communauté de communes des Terres puiseautines étendue à la commune nouvelle Le Malesherbois, assure le service public d'assainissement non collectif (SPANC). Celui-ci a pour mission de vérifier la bonne exécution des travaux de réalisation et de réhabilitation, ainsi que le bon fonctionnement et l’entretien des installations,.

## Population et société

### Démographie
L'évolution du nombre d'habitants est connue à travers les recensements de la population effectués dans la commune depuis 1793. Pour les communes de moins de 10 000 habitants, une enquête de recensement portant sur toute la population est réalisée tous les cinq ans, les populations de référence des années intermédiaires étant quant à elles estimées par interpolation ou extrapolation. Pour la commune, le premier recensement exhaustif entrant dans le cadre du nouveau dispositif a été réalisé en 2006.
En 2022, la commune comptait 177 habitants, en évolution de −8,76 % par rapport à 2016 (Loiret : +1,89 %, France hors Mayotte : +2,11 %).
| 1793 | 1800 | 1806 | 1821 | 1831 | 1836 | 1841 | 1846 | 1851 |
| ---- | ---- | ---- | ---- | ---- | ---- | ---- | ---- | ---- |
| 430  | 404  | 431  | 482  | 481  | 497  | 481  | 467  | 441  |

| 1856 | 1861 | 1866 | 1872 | 1876 | 1881 | 1886 | 1891 | 1896 |
| ---- | ---- | ---- | ---- | ---- | ---- | ---- | ---- | ---- |
| 462  | 442  | 440  | 432  | 421  | 412  | 398  | 376  | 364  |

| 1901 | 1906 | 1911 | 1921 | 1926 | 1931 | 1936 | 1946 | 1954 |
| ---- | ---- | ---- | ---- | ---- | ---- | ---- | ---- | ---- |
| 338  | 322  | 302  | 289  | 276  | 263  | 262  | 249  | 226  |

| 1962 | 1968 | 1975 | 1982 | 1990 | 1999 | 2006 | 2011 | 2016 |
| ---- | ---- | ---- | ---- | ---- | ---- | ---- | ---- | ---- |
| 225  | 209  | 186  | 168  | 171  | 175  | 207  | 207  | 194  |

| 2021 | 2022 | - | - | - | - | - | - | - |
| ---- | ---- | - | - | - | - | - | - | - |
| 182  | 177  | - | - | - | - | - | - | - |

## Politique et administration

### Découpage territorial

#### Bloc communal: Commune et intercommunalités
La paroisse de Grangemont acquiert le statut de municipalité avec le  décret du 12 novembre 1789 de l'Assemblée Nationale puis celui de « commune », au sens de l'administration territoriale actuelle, par le décret de la Convention nationale du 10 brumaire an II (31 octobre 1793). Il faut toutefois attendre la loi du 5 avril 1884 sur l'organisation municipale pour qu'un régime juridique uniforme soit défini pour toutes les communes de France, point de départ de l’affirmation progressive des communes face au pouvoir central.
Aucun événement de restructuration majeure du territoire, de type suppression, cession ou réception de territoire, n'a affecté la commune depuis sa création.
La commune est membre de la Communauté de communes des Terres puiseautines depuis sa création le 25 novembre 2004, un établissement public de coopération intercommunale issu de la transformation en communauté de communes du S.I.Vo.M du secteur d'aménagement de Puiseaux, créé en novembre 1968.

#### Circonscriptions de rattachement
Sous l'Ancien Régime, à la veille des États généraux de 1789, la paroisse de Grangermont était rattachée sur le plan ecclésiastiqueecclésiastique à l'ancien diocèse de Sens et sur le plan judiciaire au bailliage d'Yèvre-le-Châtel.
La loi du 22 décembre 1789 divise le pays en 83 départements découpés chacun en six à neuf districts eux-mêmes découpés en cantons regroupant des communes. Les districts, tout comme les départements, sont le siège d’une administration d’État et constituent à ce titre des circonscriptions administratives. La commune de Grangermont est alors incluse dans le canton de Puiseaux, le district de Pithiviers et le département du Loiret.
La recherche d’un équilibre entre la volonté d’organiser une administration dont les cadres permettent l’exécution et le contrôle des lois d’une part, et la volonté d’accorder une certaine autonomie aux collectivités de base (paroisses, bourgs, villes) d’autre part, s’étale de 1789 à 1838. Les découpages territoriaux évoluent ensuite au gré des réformes visant à décentraliser ou recentraliser l'action de l'État. La régionalisation fonctionnelle des services de l'État (1945-1971) aboutit à la création de régions. L'acte I de la décentralisation de 1982-1983 constitue une étape importante en donnant l'autonomie aux collectivités territoriales, régions, départements et communes. L'acte II intervient en 2003-2006, puis l'acte III en 2012-2015.
Le tableau suivant présente les rattachements, au niveau infra-départemental, de la commune de Grangermont aux différentes circonscriptions administratives et électorales ainsi que l'historique de l'évolution de leurs territoires.
| Circonscription             | Nom                | Période   | Type                         | Évolution du découpage territorial |
| --------------------------- | ------------------ | --------- | ---------------------------- | --- |
| District                    | Pithiviers         | 1790-1795 | Administrative               | La commune est rattachée au district de Pithiviers de 1790 à 1795,. La Constitution du 5 fructidor an III, appliquée à partir de vendémiaire an IV (1795) supprime les districts, rouages administratifs liés à la Terreur, mais maintient les cantons qui acquièrent dès lors plus d'importance. |
| Canton                      | Puiseaux           | 1790-1801 | Administrative et électorale | Le 10 février 1790, la municipalité de Grangemont est rattachée au canton de Puiseaux. Les cantons acquièrent une fonction administrative avec la disparition des districts en 1795. |
| Canton                      | Puiseaux           | 1801-2015 | Administrative et électorale | Sous le Consulat, un redécoupage territorial visant à réduire le nombre de justices de paix ramène le nombre de cantons dans le Loiret de 59 à 31. Grangemont est alors rattachée par arrêté du 9 vendémiaire an X (30 septembre 1801) au canton de Puiseaux,. |
| Canton                      | Malesherbes        | 2015-     | Électorale                   | La loi du 17 mai 2013 et ses décrets d'application publiés en février et mars 2014 introduisent un nouveau découpage territorial pour les élections départementales. La commune est alors rattachée au nouveau canton de Malesherbes. Depuis cette réforme, plus aucun service de l'État n'exerce sa compétence sur un territoire s'appuyant sur le nouveau découpage cantonal. Le canton a disparu en tant que circonscription administrative de l'État ; il est désormais uniquement une circonscription électorale dédiée à l'élection d'un binôme de conseillers départementaux siégeant au conseil départemental. |
| Arrondissement              | Pithiviers         | 1801-1926 | Administrative               | Grangemont est rattachée à l'arrondissement de Pithiviers par arrêté du 9 vendémiaire an X (30 septembre 1801),. |
| Arrondissement              | Orléans            | 1926-1942 | Administrative               | Sous la Troisième République, en raison d'un endettement considérable et de l'effort nécessaire pour la reconstruction post-Première Guerre mondiale, la France traverse une crise financière. Pour réduire les dépenses de l’État, Raymond Poincaré fait voter plusieurs décrets-lois réformant en profondeur l’administration française : 106 arrondissements sont ainsi supprimés, dont ceux de Gien et de Pithiviers dans le Loiret par décret du 10 septembre 1926. Grangemont est ainsi transférée de l'arrondissement de Pithiviers à celui d'Orléans,.                                                         |
| Arrondissement              | Pithiviers         | 1942-     | Administrative               | La loi du 1er juin 1942 rétablit l'arrondissement de Pithiviers. Grangemont est alors à nouveau rattachée à l'arrondissement de Pithiviers. |
| Circonscription législative | 5e circonscription | 2010-     | Électorale                   | Lors du découpage législatif de 1986, le nombre de circonscriptions législatives passe dans le Loiret de 4 à 5. Un nouveau redécoupage intervient en 2010 avec la loi du 23 février 2010. En attribuant un siège de député « par tranche » de 125 000 habitants, le nombre de circonscriptions par département varie désormais de 1 à 21,. Dans le Loiret, le nombre de circonscriptions passe de cinq à six. La réforme n'affecte pas Grangermont qui reste rattachée à la cinquième circonscription. |

#### Collectivités de rattachement
La commune de Grangermont est rattachée au département du Loiret et à la région Centre-Val de Loire, à la fois circonscriptions administratives de l'État et collectivités territoriales.

### Politique et administration municipales

#### Conseil municipal et maire
Depuis les élections municipales de 2014, le conseil municipal  de GRANGERMONT, commune de moins de 1 000 habitants, est élu au scrutin majoritaire plurinominal à deux tours, les électeurs pouvant modifier les listes, panacher, ajouter ou supprimer des candidats sans que le vote soit nul,  pour un mandat de six ans renouvelable. Il est composé de 11 membres. L'exécutif communal, est constitué par le maire, élu par le conseil municipal, parmi ses membres, pour un mandat de six ans, c'est-à-dire pour la durée du mandat du conseil.
| Période                                  | Période   | Identité            | Étiquette      | Qualité                                                                   |
| ---------------------------------------- | --------- | ------------------- | -------------- | ------------------------------------------------------------------------- |
| 1965                                     | 1989      | Marcel Courtois     | Sans étiquette | Agriculteur                                                               |
| 1989                                     | 2001      | Roland Thierry      |                |                                                                           |
| mars 2001                                | mars 2008 | Gérard Vincent      |                |                                                                           |
| mars 2008                                | 2014      | Philippe Havart     |                |                                                                           |
| avril 2014                               | mai 2020  | Denise Guesdon      |                | Cadre (secteur privé)                                                     |
| mai 2020                                 | en cours  | Stéphanie Goffinet, |                | Personne sans activité professionnelle de moins de 60 ans (non retraitée) |
| Les données manquantes sont à compléter. |           |                     |                |                                                                           |

## Économie
Agriculture : céréales, betteraves à sucre et pommes de terre.

## Culture locale et patrimoine

### Lieux et monuments
L'église Saint-Georges, de style roman, fut restaurée au XIXe siècle.

### Culture
La commune est décrite sous l'occupation par Patrick Cauvin dans son roman « PovChéri »[réf. nécessaire]. Cette description ironique n'est pas à l'honneur de Grangermont, Patrick Cauvin commence le chapitre par un « Je hais Grangermont ». Il y conte avec sarcasme, les virées alimentaires qu'il faisait, en compagnie de son père, pour s'approvisionner en patates alors que la faim tenaillait les Parisiens. Ils arrivaient par le train à la gare de Puiseaux, où ils louaient très cher une brouette avant d'escalader à pied la côte de Grangermont. Arrivés à Grangermont, ils achetaient les fameuses patates à un agriculteur rubicond, qui leur payait un verre de piquette « très raide », caractéristique de celui que fournissaient les quelques arpents de vignes de baco que chacun d'entre eux se faisait un point d'honneur à vendanger au début de l'automne.
La salle des fêtes Marcel COURTOIS porte le nom de celui qui a consacré 24 années de son temps à la Mairie de Grangermont.

### Héraldique
| Blason de Grangermont | Les armes de Grangermont se blasonnent ainsi : De gueules à un dragon d'or, chapé du même. |